# Wacław Wielhorski
Wacław Wielhorski herbu Kierdeja (zm. przed 27 października 1709 roku) – kasztelan wołyński w latach 1704–1706, podkomorzy włodzimierski w latach 1700–1704, klucznik łucki w latach 1676–1680.
Konsyliarz województwa wołyńskiego w konfederacji sandomierskiej 1704 roku. Małżonka - Joanna z Potockich herbu Pilawa, córka podkomorzego halickiego, starosty chmielnickiego Dominika Potockiego (†1683).